# Mission Elapsed Time
Mission Elapsed Time (kurz MET, englisch für „abgelaufene Missionzeit“) bezeichnet eine Methode der Zeitmessung, welche ursprünglich von der US-amerikanischen Raumfahrtbehörde NASA und später auch von anderen Organisationen (wie der ESA) bei Raumflügen genutzt wird.

## Weitere Details
Die abgelaufene Missionzeit wurde beispielsweise für eine Raumflugmission des NASA-Raumtransporters Space Shuttle genutzt.
Beim Consultative Committee for Space Data Systems (CCSDS) ist die MET in einem Blue Book als aktuell gültiger Standard festgeschrieben, neben anderen Zeitformaten. Verwendet wird im Datenverkehr dann allerdings in der Regel das CUC-Zeitformat. 
Der Begriff löst den älteren Begriff Ground Elapsed Time (GET) seit Beginn der Space-Shuttle-Flüge ab, um Verwechslungen mit der damals gebräuchlichen GMT (Greenwich Mean Time) zu vermeiden.
Zum Zeitpunkt des Abhebens (engl. Liftoff) einer Mission werden die MET-Uhren des Shuttles sowie die Armbanduhren der Astronauten auf Null gesetzt; die Zeiterfassung erfolgt dann ab dem Moment des Starts in normalen Tagen, Stunden, Minuten und Sekunden. 4/06:48:12 MET bedeutet also zum Beispiel 4 Tage, 6 Stunden, 48 Minuten und 12 Sekunden.
Die Mission Elapsed Time wird verwendet, da mit ihrer Hilfe die Planung von Experimenten und Zeitabläufen an Bord des Raumschiffes unabhängig vom sich häufig kurzfristig ändernden tatsächlichen Starttermin der Mission erfolgen kann. Sie stößt aber dort an Grenzen, wo sie mit anderen Zeitsystemen synchronisiert sein muss. Daher die zusätzliche Verwendung der CUC und anderer Zeitformate. 
Im Gegensatz zu zeitlich begrenzten Raumflügen wird in der auf Dauer angelegten Raumstation ISS die Zeit gemäß Koordinierter Weltzeit (UTC) gemessen.
Bei der Mission von Gemini 6-A spielte die Uhr, welche an Bord die MET misst, eine besondere Rolle. Beim Startversuch am 12. Dezember 1965 wurde der Zeitmesser zu früh ausgelöst und begann zu laufen. Als der Hauptcomputer diesen Fehler bemerkte, wurden die Triebwerke eine Sekunde nach Zündung wieder abgeschaltet. In dieser Situation hätten die Astronauten sich per Schleudersitz retten müssen, da das Abschalten der Triebwerke einer (laut laufender Zeitmessung) bereits gestarteten Rakete unweigerlich dazu führen muss, dass die Rakete auf den Startplatz zurück stürzt und explodiert. Da sie jedoch keine Bewegung der Rakete spürten, misstrauten sie der Uhr und meldeten nur das abgeschaltete Triebwerk. Dadurch konnte der Start drei Tage später nachgeholt werden und das Rendezvous-Manöver mit Gemini 7 durchgeführt werden.